# Springtown, Texas
Springtown är en ort i Parker County, och Wise County, i Texas. Vid 2010 års folkräkning hade Springtown 2 658 invånare.